# El Lama blanco
El Lama blanco es una serie de cómic realizada por el guionista Alejandro Jodorowsky y el dibujante Georges Bess entre los años 1993 y 1998.

## Títulos de la serie
La colección está compuesta por seis números:
1. El Lama blanco. (Col. Pandora n.º 1)
2. La segunda visión. (Col. Pandora n.º 5)
3. El tercer oído. (Col. Pandora n.º 11)
4. La cuarta voz. (Col. Pandora n.º 21)
5. Mano cerrada, mano abierta. (Col. Pandora n.º 40)
6. Triángulo de agua, triángulo de fuego. (Col. Pandora n.º 48)

## Argumento
Un niño europeo nacido en las alturas del Tíbet guarda en él la reencarnación de un personaje milenario y misterioso.